# Cyperus pennellii
Cyperus pennellii är en halvgräsart som beskrevs av O'neill och Ben.Ayers. Cyperus pennellii ingår i släktet papyrusar, och familjen halvgräs. Inga underarter finns listade i Catalogue of Life.